# Vara de Moisés

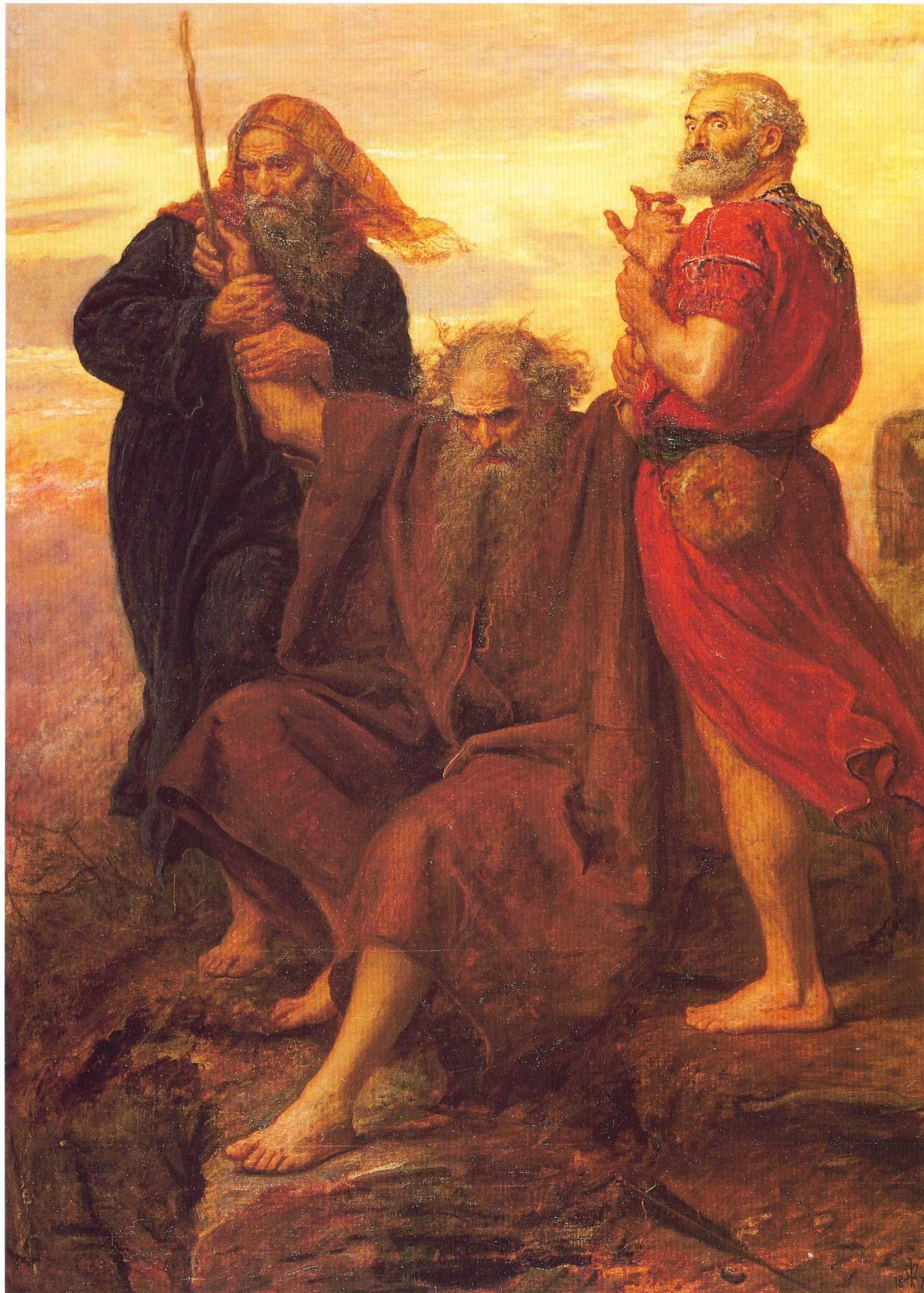
Moisés con su vara (pintura de J.E. Millais)

La vara de Moisés hace referencia a la vara (se supone una especie de cayado de madera), llevada por Moisés en el Antiguo Testamento.
Para acreditar su misión Dios le comunicó a Moisés el poder de hacer prodigios por medio de una vara que tenía en la mano. Para comenzar, Dios cambió por sí mismo la vara en serpiente, que Moisés hubo de coger por la cola y que luego tomó de nuevo la forma de vara. Moisés, de vuelta en medio de su pueblo, reprodujo este prodigio ante el mismo, con lo cual se granjeó su confianza. Luego se presentó a Faraón en compañía de su hermano Aarón, a quien Dios había asignado por auxiliar y en presencia del monarca obró varios prodigios con la vara milagrosa, entre otros convirtiéndola en serpiente que devoró las varas de los magos.
Con esta misma vara extendida en las aguas de Egipto, éstas se convirtieron en sangre, con ella golpeó el polvo del suelo y apareció una nube de mosquitos; la levantó luego hacia el cielo y empezó a caer granizo; la volvió a levantar y se formó un ejército de langostas. La vara sirvió a Moisés para algunos prodigios en favor de su pueblo; de ella se valió para separar las aguas del Mar Rojo cuando el pueblo de Israel huía perseguido por el ejército de Faraón; con ella golpeó la roca de Horeb e hizo brotar agua cristalina para apagar la sed de los israelitas; con ella acompañó la oración del pueblo durante el combate con los amalecitas y con la misma golpeó de nuevo la roca de Meriba.
Después ya no se habla más de hecho alguno saliente; pero la vara siguió siendo un símbolo del poder comunicado por Dios a su siervo y servía para indicar a los espectadores el momento en que tenía lugar la intervención divina.